# Kim Min-kjun
Kim Min-kjun (hangŭl: 김민균, hanča: 金民均; * 30. listopadu 1988) je jihokorejský fotbalový záložník, od 1. ledna 2022 bez angažmá.